# Sousse
Sousse hay Soussa (tiếng Ả Rập: سوسة, Sūsaⓘ; Berber: Susa) là một thành phố ở Tunisia, tỉnh lỵ tỉnh Sousse. Thành phố nằm cách thủ đô Tunis 140 km (87 mi) về phía nam, có 271.428 dân (2014). Sousse nằm ở miền đông đất nước, kề bên vịnh Hammamet (một phần Địa Trung Hải). Nền kinh tế thành phố dựa trên chế tạo thiết bị vận tải, chế biến thực phẩm, sản xuất dầu ôliu, dệt vải, du lịch. Trong thành phố có Université de Sousse.

## Tên gọi
Sousse vàSoussa đều là cách ký âm tiếng Pháp của tên tiếng Ả Rập Sūsa, một tên gọi có lẽ có gốc Berber (so với sông Sous và vùng Sous của Maroc). Ngày nay, di tích Hadrumetum, một thuộc địa Phoenicia với nhiều tên gọi, nằm trong địa phận thành phố.

## Khí hậu
Theo phân loại khí hậu Köppen-Geiger, Sousse có khí hậu bán hoang mạc nóng (BSh) mấp mé khí hậu Địa Trung Hải mùa hè nóng (Csa).
Nhiệt độ cao nhất từ được ghi nhận là 48 °C (118 °F) vào ngày 28 tháng 8 năm 2007, còn nhiệt độ thấp nhất là 4,5 °C (40,1 °F) vào ngày 27 tháng 12 năm 1993.
| Dữ liệu khí hậu của Sousse                                     | Dữ liệu khí hậu của Sousse | Dữ liệu khí hậu của Sousse | Dữ liệu khí hậu của Sousse | Dữ liệu khí hậu của Sousse | Dữ liệu khí hậu của Sousse | Dữ liệu khí hậu của Sousse | Dữ liệu khí hậu của Sousse | Dữ liệu khí hậu của Sousse | Dữ liệu khí hậu của Sousse | Dữ liệu khí hậu của Sousse | Dữ liệu khí hậu của Sousse | Dữ liệu khí hậu của Sousse | Dữ liệu khí hậu của Sousse |
| Tháng                                                          | 1                          | 2                          | 3                          | 4                          | 5                          | 6                          | 7                          | 8                          | 9                          | 10                         | 11                         | 12                         | Năm                        |
| -------------------------------------------------------------- | -------------------------- | -------------------------- | -------------------------- | -------------------------- | -------------------------- | -------------------------- | -------------------------- | -------------------------- | -------------------------- | -------------------------- | -------------------------- | -------------------------- | -------------------------- |
| Cao kỉ lục °C (°F)                                             | 27 (81)                    | 30 (86)                    | 37 (99)                    | 36 (97)                    | 43 (109)                   | 47 (117)                   | 47 (117)                   | 48 (118)                   | 42 (108)                   | 40 (104)                   | 31 (88)                    | 30 (86)                    | 48 (118)                   |
| Trung bình ngày tối đa °C (°F)                                 | 15.8 (60.4)                | 16.3 (61.3)                | 17.8 (64.0)                | 20.2 (68.4)                | 23.4 (74.1)                | 27.1 (80.8)                | 30.7 (87.3)                | 31.5 (88.7)                | 30.2 (86.4)                | 25.6 (78.1)                | 20.8 (69.4)                | 16.7 (62.1)                | 23.0 (73.4)                |
| Trung bình ngày °C (°F)                                        | 11.4 (52.5)                | 11.7 (53.1)                | 13.3 (55.9)                | 15.6 (60.1)                | 18.7 (65.7)                | 22.4 (72.3)                | 25.6 (78.1)                | 26.2 (79.2)                | 25.0 (77.0)                | 20.9 (69.6)                | 16.1 (61.0)                | 12.4 (54.3)                | 18.3 (64.9)                |
| Tối thiểu trung bình ngày °C (°F)                              | 7.2 (45.0)                 | 7.4 (45.3)                 | 8.9 (48.0)                 | 11.0 (51.8)                | 14.1 (57.4)                | 17.8 (64.0)                | 20.6 (69.1)                | 20.9 (69.6)                | 19.9 (67.8)                | 16.3 (61.3)                | 11.5 (52.7)                | 8.1 (46.6)                 | 13.6 (56.6)                |
| Thấp kỉ lục °C (°F)                                            | 4.8 (40.6)                 | 5 (41)                     | 5.5 (41.9)                 | 5.5 (41.9)                 | 9 (48)                     | 13 (55)                    | 14 (57)                    | 20 (68)                    | 15 (59)                    | 7 (45)                     | 5.5 (41.9)                 | 4.5 (40.1)                 | 4.5 (40.1)                 |
| Lượng Giáng thủy trung bình mm (inches)                        | 43 (1.7)                   | 48 (1.9)                   | 35 (1.4)                   | 28 (1.1)                   | 15 (0.6)                   | 9 (0.4)                    | 2 (0.1)                    | 7 (0.3)                    | 35 (1.4)                   | 44 (1.7)                   | 35 (1.4)                   | 53 (2.1)                   | 354 (14.1)                 |
| Số ngày mưa trung bình                                         | 7                          | 6                          | 7                          | 6                          | 5                          | 2                          | 1                          | 2                          | 4                          | 6                          | 6                          | 7                          | 59                         |
| Số giờ nắng trung bình ngày                                    | 6                          | 7                          | 7                          | 8                          | 10                         | 11                         | 12                         | 11                         | 9                          | 7                          | 7                          | 6                          | 8                          |
| Nguồn 1: Climate-Data.org, Weather2Travel về số ngày nắng, mưa |                            |                            |                            |                            |                            |                            |                            |                            |                            |                            |                            |                            |                            |
| Nguồn 2: Voodoo Skies về nhiệt độ kỷ lục                       |                            |                            |                            |                            |                            |                            |                            |                            |                            |                            |                            |                            |                            |

| Tháng 1       | Tháng 2       | Tháng 3       | Tháng 4       | Tháng 5       | Tháng 6       | Tháng 7       | Tháng 8       | Tháng 9       | Tháng 10      | Tháng 11      | Tháng 12      |
| ------------- | ------------- | ------------- | ------------- | ------------- | ------------- | ------------- | ------------- | ------------- | ------------- | ------------- | ------------- |
| 16 °C (61 °F) | 16 °C (61 °F) | 16 °C (61 °F) | 16 °C (61 °F) | 18 °C (64 °F) | 21 °C (70 °F) | 24 °C (75 °F) | 26 °C (79 °F) | 25 °C (77 °F) | 23 °C (73 °F) | 21 °C (70 °F) | 18 °C (64 °F) |